# Marco Burch
Marco Burch (Sarnen, Suiza, 19 de octubre del 2000) es un futbolista suizo que juega de defensa en el Legia de Varsovia de la Ekstraklasa polaca.

## Trayectoria
Tras un breve paso por las categorías inferiores del FC Alpnach, localidad situada al norte de su ciudad natal de Sarnen, Marco Burch se unió a la cantera del FC Lucerna a mediados de la década de 2010. Comenzó en la categoría sub-17 y en el año 2018 pasó a ser parte de la categoría sub-21. Su debut con el primer equipo tuvo lugar el 7 de diciembre de 2019 ante el BSC Young Boys en un partido de Superliga. Debutó como titular y disputó el encuentro completo en la derrota a domicilio por marcador de 1-0. Durante los siguientes cuatro años, el defensa se convirtió en un habitual en el once inicial de los Die Leuchten, anotando su primer gol en la victoria por 1-2 en Liechtenstein ante el FC Vaduz el 1 de mayo de 2021. Para la temporada 2022-23 fue nombrado nuevo capitán del equipo. El 3 de septiembre de 2023 se hizo oficial su traspaso al Legia de Varsovia de la Ekstraklasa de Polonia por una cantidad no revelada, anunciándose su vinculación con el club Legioniści hasta junio de 2026. El defensa suizo no contó en los planes del entrenador Kosta Runjaić y, tras reunir únicamente ocho encuentros oficiales con el club legionario desde su llegada a Polonia, fue relegado a las reservas del equipo en la III Liga. El 15 de enero de 2025 se anunció su cesión al Radomiak Radom hasta final de temporada.

## Selección nacional

### Sub-21
El 15 de junio de 2023 fue incluido en la lista de 23 jugadores que disputarían la Eurocopa Sub-21.

### Participaciones en selección nacional
| Torneo        | Categoría | Sede    | Resultado        | Partidos | Goles |
| ------------- | --------- | ------- | ---------------- | -------- | ----- |
| Eurocopa 2023 | Sub-21    | Georgia | Cuartos de final | 2        | 0     |

## Estadísticas

### Clubes
Actualizado al último partido jugado el 23 de abril de 2023.
| FC Lucerna · Suiza | 1.ª           | 2019-20       | 7  | 0 | -  | - | - | - | 7  | 0 | 0    |
| FC Lucerna · Suiza | 1.ª           | 2020-21       | 18 | 1 | 4  | 0 | - | - | 22 | 1 | 0,05 |
| FC Lucerna · Suiza | 1.ª           | 2021-22       | 36 | 3 | 5  | 0 | 2 | 0 | 43 | 3 | 0,07 |
| FC Lucerna · Suiza | 1.ª           | 2022-23       | 19 | 3 | 2  | 0 | - | - | 21 | 3 | 0,14 |
| Total carrera | Total carrera | Total carrera | 80 | 7 | 11 | 0 | 2 | 0 | 93 | 7 | 0,08 |
| (1) Incluye datos de Copa de Suiza. (2) Incluye datos de Liga Europa de la UEFA. (3) No incluye goles en partidos amistosos. |               |               |    |   |    |   |   |   |    |   |      |

## Palmarés

### Títulos nacionales
| Título               | Club              | País    | Año  |
| -------------------- | ----------------- | ------- | ---- |
| Copa de Suiza        | FC Lucerna        | Suiza   | 2021 |
| Supercopa de Polonia | Legia de Varsovia | Polonia | 2025 |